# 小行星12142
小行星12142（12142 Franklow）是一颗绕太阳运转的小行星，为主小行星带小行星。该小行星于1960年9月发现。

## 轨道参数
小行星12142的轨道半长轴为471 063 412 km（3.1488196 UA），离心率为0.17。